# Malika Kalontarova
Malika Kolontarova (en tayiko: Малика Қаландарова, Malika Kalandarova; en ruso: Мазол (Малика) Яшуваевна Калантарова o Колонтарова, Mazol (Malika) Yashuevna Kalantarova o Kolontarova); 2 de septiembre de 1950) es una bailarina estadounidense, nacida en Tayikistán. Es conocida como la «Reina de la Danza Tayika y Oriental».

## Biografía
Mazol Kolontarova nació en Stalinabad (hoy Dusambé), República Socialista Soviética de Tayikistán a Yashuva Kolontarov y Tamara Khanimova Kolontarova, ambos originalmente de Samarcanda, RSS de Uzbekistán, una pareja de judíos de Bujará. Es la más joven de sus 5 hermanas y 2 hermanos. Yashuva, su padre, quiso que ella fuese una peluquera, como sus hermanas mayores, un oficio común entre mujeres bujori, pero Malika se negaba y quería ser bailarina. Eventualmente, su padre accedió a que su hija siguiera una carrera en las danzas tradicionales tayikas. A pesar de que durante los días de la Unión Soviética los judíos eran discriminados, Malika siempre insistió en que se le presentase como una judía de Bujará. «La mayoría de los judíos [en Tayikistán] dicen que son tayikos o rusos porque los judíos no obtienen buenos empleos ni un buen salario», dice, «pero desde que me di a conocer, no tuve miedo de decirlo. Soy judía.» Kolontarova tuvo entre sus profesores de danza a Gh. Valamatzoda y Remziye Bakkal. Su director quiso cambiarle el nombre de Mazol (el equivalente del nombre hebreo מזל en bújaro) a Malika, ya que Mazol sonaba «demasiado judío» y Malika significa «reina» en árabe y Kolontarova bailaba como una reina, según su propia impresión.

## Carrera
Malika comenzó su carrera en 1965 con «Lola Dance Ensemble» y más tarde fue parte del Ensable de Música y Danza de la Filarmónica Tayika de Dusambé. Desde el principio, sus movimientos de baile estaban completamente sincronizados con la música, lo que impresionaba a los coreógrafos y bailarines con más experiencia. Kolantarova llegó a ser una de las artistas más famosas en la URSS y en Asia Central, actuando no sólo en Asia Central, pero por todas partes de la Unión Soviética y Asia. Llegó a ser bien conocida por sus danzas folclóricas tayikas, y muchas de las secuencias de baile que creó han sido incorporadas como parte del arte centroasiático. Kolontarova se presentó e interpretó diferentes danzas nacionales en países como Japón, Afganistán, España, Turquía, Rusia e India. Mientras estuvo en India,  apareció en algunas películas de Bollywood como bailarina, así como en largometrajes de la industria de cine tayiko entre la década de 1960 y el derrumbamiento de la URSS.
Kolontarova se casó con Ilyas (Ishaq) Gulkarov, un judío de Bujará intérprete de doira y honrado con el premio «Artista Homenajeado de Tayikistán». La pareja se presentó en conjunto en varios países de Europa, Asia, y por todas partes de la Unión Soviética.
Kolontarova recibió el honor más importante del país otorgado a un civil, cuando fue galardonada con el premio de Artista del Pueblo de la Unión Soviética en 1984, pasando a ser la única mujer de Tayikistán en recibir este galardón, después de haber recibido los recibir los premios de "Artista del Pueblo de Tayikistán" en 1976 y "Artista Homenajeada de Tayikistán" en 1972. Según Igor Moiseyev, director renombrado de danzas folklóricas de la URSS, Malika es «un Milagro Oriental» y ella «causó una revolución en la danza folklórica oriental».

### Emigración a los EE.UU.
En 1993 Malika y su familia se fueron a vivir a Queens, Nueva York, Estados Unidos, luego del derrumbamiento de la URSS y durante la Guerra civil tayika. En Estados Unidos, Kolontarova continuó su carrera en la danza, abriendo la «Malika International Dance School», para enseñar a chicas jóvenes a bailar danzas orientales.

## Vida personal
Kolontarova y Gulkarov viven en Rego Park, un barrio de Queens habitado por alrededor de 50 000 judíos de Bujará y que se ha ganado el apodo de Queenistán. Tienen un hijo, Mark, una hija, Samira, y tres nietos. Su hija Samira es también bailarina, quien hizo parte del cast de Bellydance Superstars. Samira nació como varón y tenía por nombre Artur, y era un conocido bailarín de música tayika y oriental desde niño. Ya de adulto, se sometió a una cirugía de reasignación de género (CRS) y tomó por nombre Samira,  y participó en el concurso de belleza transgénero Miss International Queen de 1994, bajo el nombre Samira Sitara. Ha iniciado una carrera como cantante de música pop-oriental bajo el nombre Samira Mazol. Las tensiones familiares relacionadas con el cambio de género de Artur fueron presentadas en el canal ruso Channel One Russia, dentro del talk show "Пусть говорят", en el cual también se reveló que Malika ayudó a pagar la cirugía y el tratamiento de transición de género. Adicionalmente, comentó que aunque se le hacía muy difícil entender el cambio de género de su hijo, ella siempre había deseado tener una hija.

## Filmografía
- 1961 — Зумрад —
- 1970 — Жених и невеста — Gulniora
- 1971 — Сказание о Рустаме —
- 1972 — Ураган в долине — Gultchekhra - Clip de la película (en tajik).
- 1984 — И еще одна ночь Шахерезады… —
- 1986 — Новые сказки Шахерезады —
- 1987 — Последняя ночь Шахерезады —
- 1989 — Шерали и Ойбарчин —

## Premios recibidos
- Artista del Pueblo de la URSS, 1984
- Premio Estatal de Tayikistán, 1984
- Artista del Pueblo de Tayikistán, 1976
- Artista Homenajeada de Tayikistán, 1972